# Iglesia de la Asunción (Alaiza)
La iglesia de la Asunción de Alaiza en Iruraiz-Gauna (Álava, España) es un templo cuya estructura fundamental permanece en el original estilo románico de su construcción ya en el siglo XIII.

## Estructura

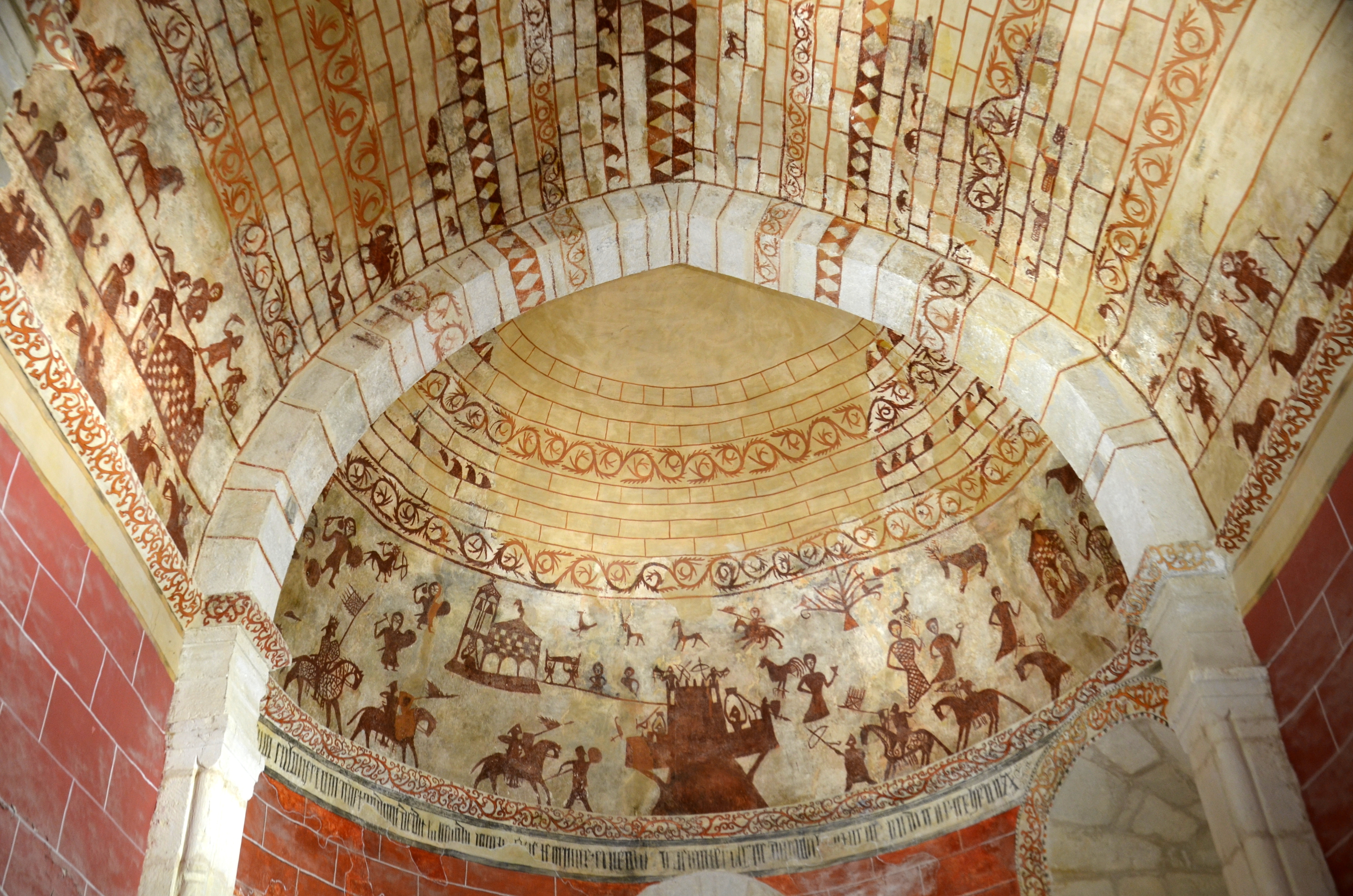
Pinturas del interior

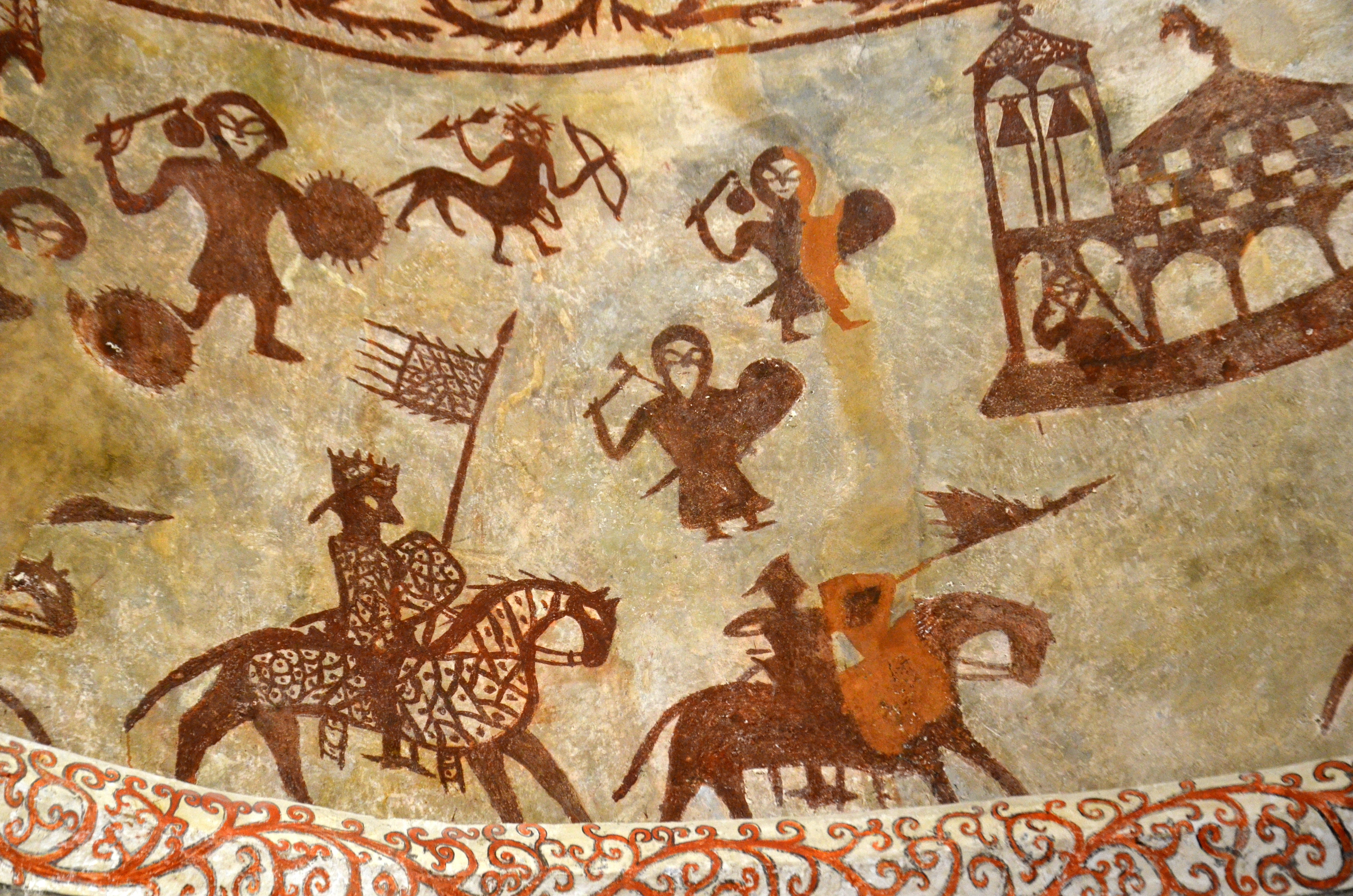
Detalle de las pinturas

Presenta planta rectangular con presbiterio compuesto de un tramo cuadrado y ábside semicircular, aunque posteriormente se le añadió otra nave.
Conserva elementos arquitectónicos medievales: dos portadas en arco apuntado con arquivoltas y baquetones, ábside semicircular, canes, bóvedas de horno y de cañón con arcos fajones, así como pinturas murales monócromas en rojo almagre sobre un fondo blanco de cal, de factura popular, de datación discutida, representando escenas de combate junto a motivos de género, florales y animalísticos.
La decoración mueble, retablos mayor barroco y de San Sebastián, pertenece ya al siglo XVII, destacando la talla de la Virgen de la Asunción, del taller de Diego de Mayora. También se conserva una pila bautismal de copa semiesférica con restos de pinturas, destacando una flor de lis.

## Pinturas
La iglesia posee unas pinturas murales que fueron descubiertas en 1982 por el párroco y que han sido objeto de múltiples interpretaciones y dataciones, que los investigadores no han logrado explicar, pues no encajan con el resto de la obra y tampoco se han podido establecer paralelismos claros con otras representaciones.
La cronología de las pinturas abarca desde los que piensan que serían contemporáneas a la construcción de la iglesia, en la segunda mitad del siglo XII a los que piensan que estarían realizadas por pintor o pintores populares ingleses, al servicio de Pedro I de Castilla en la segunda mitad del siglo XIV, en coincidencia con la batalla de Nájera.
Existen, entre otras, escenas esquemáticas de combates, el asalto a un castillo, un rey a caballo portando una corona y un pendón, un cortejo fúnebre, una procesión de mujeres, escenas de mujeres con vestimentas del siglo XII, unas parteras o una mujer dando a luz.